# توماس روث
توماس روث (بالنرويجية البوكمول: Thomas Roth)‏ هو عداء المسافات المتوسطة نرويجي، ولد في 11 فبراير 1991.

## وصلات خارجية
- توماس روث على موقع الاتحاد الدولي لألعاب القوى (الإنجليزية)